# Vénusz és Róma temploma
Venus és Róma temploma ókori római épület a Forum Romanumon. Hadrianus császár (117-68) eredetileg Nero Domus Aureájának előcsarnokába terveztette e templomot, melynek több oszlopát újra felállították.
Róma legnagyobb templomának szánták az épületet, s a város nevére utalva Rómának és a szépség istennőjének, s Vénusznak nevére szentelték fel. A rómaiak Romulus és Remus apjának, Aeneasnak szülőanyját tisztelték az istennőben.
A templom 140 méter hosszú és 60 méter széles, 150 porticus vette körül. Belsejében tulajdonképpen két ikerszentély volt. Mind Rómának, mind pedig a szépségistennőnek külön cellát terveztek. A Colosseum irányába tekintő, keleti apszisa maradt fenn, ahonnan Vénusz szobra a kelő napot nézhette. A túloldalon állt Róma szobra a nyugvó nap irányába, azaz a Forum felé tekintve. Ez utóbbi apszisát beépítették a Santa Francesca Romana templomba.
Mikor egy alkalommal Apollodórosz szót emelt, s bírálta a fülkékben ülő szobrok elnagyolt méretét, Hadrianus császár halálbüntetéssel sújtotta.
Ma a Colosseum felső szektoraiból lehet csupán rátekinteni az építményre, mivel nem látogatható.